# Lei Declaratória
A Lei Declaratória (em inglês: American Colonies Act 1766, comumente conhecido como Declaratory Act), foi uma lei do Parlamento da Grã-Bretanha que acompanhou a revogação do Lei do selo de 1765 e a mudança e diminuição do Lei do Açúcar. O Parlamento revogou a Lei do Selo porque os boicotes estavam prejudicando o comércio britânico e usou a declaração para justificar a revogação e salvar as aparências. A declaração afirmava que a autoridade do Parlamento era a mesma na América e na Grã-Bretanha e afirmava a autoridade do Parlamento para aprovar leis que eram obrigatórias para as colônias americanas.

## Antecedentes
Representantes de várias das Treze Colônias reuniram-se no Congresso da Lei do Selo em resposta à Lei do Selo de 1765, para questionar o direito de um poder distante de tributá-las sem representação adequada. O Parlamento britânico foi então confrontado com colônias que se recusaram a cumprir sua Lei. Isso, combinado com protestos que ocorreram nas colônias e, talvez mais importante, protestos que surgiram na Grã-Bretanha de fabricantes que estavam sofrendo com o acordo de não importação das colônias, todos levaram à revogação da Lei do Selo. Normalmente, a atividade econômica nas colônias não teria causado tal clamor, mas a economia britânica ainda estava passando por uma depressão pós-guerra desde o Guerra dos Sete Anos. Outra razão para a revogação do Lei do Selo foi a substituição de George Grenville, o primeiro-ministro que promulgou os Lei do Selo, por Charles Watson-Wentworth, 2º Marquês de Rockingham. Rockingham era mais favorável às colônias e, além disso, era antagônico às políticas que Grenville havia promulgado. Rockingham convidou Benjamin Franklin para falar ao Parlamento sobre a política colonial e ele retratou os colonos como contrários aos impostos internos (que eram derivados de transações coloniais internas), como a Lei do Selo exigia, mas não os impostos externos (que eram impostos sobre importações mercadorias). O Parlamento concordou então em revogar a Lei do Selo com a condição de que a Lei Declaratória fosse aprovada. Em 18 de março de 1766, o Parlamento revogou a Lei do Selo e aprovou a Lei Declaratória.
A Lei Declaratória proclamou que o Parlamento "tinha, e de direito deveria ter, pleno poder e autoridade para fazer leis e estatutos de força e validade suficientes para vincular as colônias e o povo da América ... em todos os casos". O fraseado da lei foi intencionalmente inequívoco. Em outras palavras, a Lei Declaratória de 1766 afirmava que o Parlamento tinha o poder absoluto de fazer leis e mudanças no governo colonial, "em todos os casos", mesmo que os colonos não estivessem representados no Parlamento.

## Reação
Embora muitos no Parlamento sentissem que os impostos estavam implícitos nessa cláusula, outros membros do Parlamento e muitos dos colonos – que estavam ocupados celebrando o que viam como sua vitória política – não o fizeram. Outros colonos, no entanto, ficaram indignados porque a Lei Declaratória deu a entender que mais atos estariam por vir. Esta Lei Declaratória foi copiada quase palavra por palavra da Lei Declaratória Irlandesa, uma lei que colocou a Irlanda em uma posição de escravidão à coroa, implicando que o mesmo destino chegaria às Treze Colônias. No entanto, os colonos nunca pediram explicitamente sua revogação e buscariam a reconciliação com a coroa até o último minuto.

O teórico político Edward Mims descreveu a reação americana a Lei Declaratória:
Quando em 1766 este Parlamento britânico modernizado, agora comprometido com o princípio da soberania parlamentar ilimitada e ilimitada, emitiu uma declaração de que uma maioria parlamentar poderia aprovar qualquer lei que entendesse, foi recebido com um grito de horror nas colônias. James Otis e Samuel Adams em Massachusetts, Patrick Henry na Virgínia e outros líderes coloniais ao longo da costa gritaram "Traição" e "Magna Carta"! Tal doutrina, eles insistiram, demoliu a essência de todos os seus ancestrais britânicos pelos quais lutaram, tirou o sabor daquela bela liberdade anglo-saxônica pela qual os sábios e patriotas da Inglaterra morreram. 

## Desenvolvimentos subsequentes
Apesar do reconhecimento britânico em 1783 da independência dos Estados Unidos, a Lei Declaratória permaneceu em vigor para as colônias remanescentes do Império Britânico no hemisfério ocidental. A Lei não foi revogada até 1964, quando o punhado de colônias britânicas restantes nas Índias Ocidentais foi governado por constituições explicitamente concedidas sob a autoridade do Parlamento (em particular pela Lei das Índias Ocidentais de 1962). No entanto, desde que a Lei de Taxação de Colônias de 1778 foi aprovada durante a Revolução Americana, o Parlamento britânico nunca mais tentou impor impostos diretamente sobre qualquer uma de suas colônias (hoje conhecidas como territórios ultramarinos britânicos)). Em vez disso, sempre que o governo britânico percebeu a necessidade de contribuições coloniais para a defesa do Império (como aconteceu durante a corrida armamentista naval anglo-germânica do início do século XX), apelou aos próprios governos coloniais para fazer essas contribuições, com variados níveis de sucesso.